# Романишес кафе
Романишес кафе (  или срп. ), је био  историјски кафе-бар у Берлину и чувено уметничко стециште. Име кафеа је изведено из неороманичког стила зграде архитекте Франца Швехтена (1841—1924), у чијем приземљу је био смештен. Украсне елементе на фасадама и декоративне елементе у унутрашњости кафеа израдио је касније вајар Готхолд Ригелман (1864—1839). Кафе се налазио на данашњем Брајтшајдплацу (  или срп. Трг Брајтшајд), на крају авеније Курфирстендам, у Берлинском округу Шарлотенбург-Вилмерздорф. Зграда је потпуно уништена током савезничког бомбардовања 1943. године.

## Историја
Зграда у чијем приземљу је био смештен Романишес кафе, била је позната као Друго романичко здање, називана и Ново романичко здање. Након завршетка градње 1901. године, у приземљу зграде су се налазиле филијала Дрезденске банке, посластичарница хотела Кајзерхоф са баштом, као и три мање продавнице. Управо из тог посластичарског дела, нешто касније је изникао легендарни Романишес кафе, који је под вођством кафеџије Бруна Фиринга постао познат као стециште уметника, писаца и интелектуалаца. Око 1913. године уметнички живот Берлина доживео је снажан заокрет. Дотадашње жариште књижевног и уметничког света чувени Кафе дес вестнс (  или срп. Кафе Запада, познат и као Кафе Мегаломанија), почео је да губи свој сјај. Промене које је увео власник кафеа и све хладнија атмосфера допринеле су томе да уметници, писци, композитори и градска боемија масовно напусте то место и почну да траже ново стециште духа, уметности и боемије. Преломни тренутак догодио се када је власник кафеа, Ернст Паули, забранио улаз песникињи, драмској списатељици и једној од водећих фигура експресионизма Елзи Ласкер-Шилер (1869—1945), уз образложење да: „није довољно наручивала“. Њена реакција била је бурна и иронична, па је у отвореном писму написала:
| „ | Једнога дана, власник забрани песникињи Елзи Ласкер-Шилер долазак у локал, јер ето, није довољно конзумирала. Замислите! Па зар песникиња која много конзумира јесте још увек песникиња? С правом сам то доживела као невиђену увреду, као срамно неповерење у моју песничку аутентичност. Тако су мислили и остали. Зато смо огорчено напустили локал... Хоћемо сада да натерамо Господина-Кафе-Запада да се убије, предлажем, кафеном кашичицом! | ” |

Од тог тренутка све више уметника сели се у Романишес кафе и поред тога што је био: хладан, простран и оптерећен духом Вилхелминске епохе (  или  ),  постаје нови центар интелектуалног и уметничког живота Берлина. Немачки новинар и писац Паул Маркус (1880—1961), познат под псеудонимом Пем, касније је у шали претпоставио разлог за овај неочекивани избор места окупљања интелектуалаца:
| „ | Можда зато што су се у приземљу, ко зна како доспевши тамо, налазили сви томови велике енциклопедије Брокхауса, што је новинарима добро дошло као брзи извор информација. | ” |

Улогу је, можда, одиграо и један други детаљ, прелазак омиљеног Главног конобара Хана из Кафеа Мегаломанија у ново стециште. После 1916. године, Романишес кафе је био главно место окупљања интелектуалаца и уметника у Берлину (посебно након завршетка Првог светског рата) и убрзо је постао познат по својој улози у културном животу Берлина током 1920-их година. Био је стециште писаца, сликара, глумаца, редитеља, новинара и критичара, служећи као место за размену идеја и дискусију о актуелним културним и политичким темама.  Унутрашњост кафеа је била подељена према неписаној хијерархији. Лево од обртних врата била је мања квадратна просторија са 20 мермерних столова, која је названа „базен за пливаче“. Овај простор је био резервисан за познате личности, које су седеле одвојено по професији. Позоришни критичар Ханс Сал (рођен као Ханс Саломон, Дрезден, 20. мај 1902—Тибинген, 27. април 1993), у својим мемоарима пише:
| „ | Постојао је сто вајара, сто филозофа, сто берзанског курира, сто критичара, драмских писаца, есејиста, социолога и психоаналитичара. Понекад се дешавало да неко посети други сто, међутим, за то је била потребна дозвола за приступ, која се давала само невољно и уз сагласност свих чланова. | ” |

Изнад „базена за пливаче“ налазила се засвођена галерија у којој се играо шах и даме, где се готово свакодневно могло дивити некадашњем светском шампиону у шаху Емануелу Ласкеру. Велика просторија десно од улаза имала је најпознатији сто, једини „стални сто“ у кафеу, сликара око Ота Дикса, Георга Гроса и Макса Либермана. У овој просторији било је 60 до 70 столова где су се окупљали млади аутори и млади боеми, па је овај простор био познат под називом „базен за непливаче“ и „чекаоница наде“, док је тераса била резервисана за остале госте. Међутим, крајем Вајмарске републике, политичке тензије су се појачале, што је утицало на атмосферу у кафеу. Већ 1927. године, нацисти су организовали немире на Курфирстендаму, током којих је Романишес кафе био једна од мета напада. Фокусирајући се на мржњу према левичарским и јеврејским интелектуалцима који су се тамо окупљали шеф нацистичке пропаганде Јозеф Гебелс писао је:
| „ | Бољшевички Јевреји седе у Романишес кафеу и кују своје злокобне револуционарне планове за државни удар; ноћу упадају у просторе за забаву на Курфирстендаму, слушају црначке бендове који им свирају а они плешу и смеју се док ми пролазимо кроз велике невоље нашег времена. | ” |

Списак гостију који су морали да оду у избеглиштво или су убијени у концентрационим логорима, након што су нацисти преузели власт почетком 1933. године, је дугачак и укључује многа велика имена. Доласком нациста на власт и емиграцијом већине његових редовних гостију, кафе је изгубио свој значај као уметничко стециште. Зграда је потпуно уништена током савезничког ваздушног напада 1943. године. Романишес кафе је представљао више од обичног места за окупљање. Био је симбол и средиште културног и интелектуалног живота Берлина тог времена. Његова богата историја одражава динамику и сложеност тог периода, као и значај за културни пејзаж, при том остајући упамћен као симбол једне епохе која је обликовала модерну уметност и књижевност.

## Архитектура и ентеријер
Угледни архитекта Франц Швехтен био је аутор комплекса од три зграде на тадашњем Тргу Аугусте Викторије, данас Трг Брајтшајд. Две зграде су изграђена на супротним странама Трга Аугусте Викторије, као пар зграда у неороманичком стилу, замишљених да (архитектонски) у истом духу окружују Меморијалну цркву цара Вилхелма I. Спомен-црква цара Вилхелма изграђена је у периоду од 1891. до 1895. године. Прво романичко здање је подигнуто између 1897. и 1899. године на западној страни Трга, испред торња Цркве, док је Друго романичко здање сазидано у периоду 1900—1901, на источној страни Трга, преко пута апсиде исте цркве. Заједно су чиниле комплекс који се често ретроспективно назива Романички форум. Друго романичко здање је првобитно у приземљу имало пословне просторије док је на горњим спратовима било осам раскошних станова, намењених угледнијим грађанима. Архитектонски, зграда се одликовала еркерима, кулама под пирамидалним крововима на два угла, као и округлим еркером у средишту фасаде. Зидана је у комбинацији природног камена, базалта, пешчара и туфа. Украсне елементе на фасадама и декоративне елементе у унутрашњости кафеа израдио је вајар Готхолд Ригелман. Ентеријер кафеа био је у неороманичком стилу, са масивним стубовима и сводовима који су давали простору посебан амбијент. Иако су неки посетиоци сматрали да је ентеријер помало мрачан и тежак, други су ценили његову јединственост и интимну атмосферу која је подстицала дубоке разговоре и размену идеја. Зграда са Романишес кафеом потпуно је изгорела у новембру 1943. током другог светског рата након савезничког бомбардовања. Рушевине су уклоњене 1959. године и изграђен је Центар Европа, комплекс зграда са небодером. Изградња је трајал од 1963. до 1965. године а Центар Европа, постао је знаменитост тадашњег Западног Берлина, баш као и Меморијална црква цара Вилхелма I. Са 86 метара висине, био је то највиши небодер у Берлину у то време. Цео комплекс је данас класификован као историјски споменик.

## Познати посетиоци
Међу редовним гостима Романишес кафеа били су истакнути уметници и интелектуалци тог времена, као што су:
- Алфред Деблин (Штетин, 10. август 1878 — Емендинген, 26. јун 1957)
- Бертолт Брехт (Аугсбург, 10. фебруар 1898 — Источни Берлин, 14. август 1956)
- Били Вајлдер (енгл. Billy Wilder; Суха, 22. јун 1906 — Лос Анђелес, 27. март 2002)
- Валтер Бенјамин (Берлин, 15. јул 1892 — Портбоу, 27. септембар 1940)
- Георг Грос (Берлин, 26. јул 1893 — Западни Берлин, 6. јул 1959)
- Готфрид Бен (Мансфелд, 2. мај 1886 — Западни Берлин, 7. јул 1956)
- Елијас Канети (буг. Елиас Канети; Русе, 25. јул 1905 — Цирих, 14. август 1994)
- Емануел Ласкер (Берлинхен, 24. децембар 1868 — Њујорк, 11. јануар 1941)
- Ерих Кестнер (Дрезден, 23. фебруар 1899 — Минхен, 29. јул 1974)
- Ерих Марија Ремарк (Оснабрик, 22. јун 1898 — Локарно, 25. септембар 1970)
- Макс Либерман (Берлин, 20. јул 1847 — Берлин, 8. фебруар 1935)
- Ото Дикс (Унтермхаус, 2. децембра 1891 — Зинген, 25. јул 1969)
- Рудолф Штајнер (Доњи Краљевец, 25. фебруар 1861 — 30. март 1925)
- Франц Верфел (Праг, 10. септембар 1890 — Беверли Хилс, 26. август 1945)
- Штефан Цвајг (Беч, 28. новембар 1881 — Петрополис, 22. фебруар 1942)